# 爨邯汕寺武穆云籍鞲
爨邯汕寺武穆云籍鞲，是一个讹传的一个九字中国姓氏。该姓其实并不存在，实际上是“乌朗汉吉尔莫吉尔敏”姓的输入法乱码。